# Castello di Sasso Corbaro
Das Castello di Sasso Corbaro ist eine Spornburg in Bellinzona, dem Hauptort des Kantons Tessin in der Schweiz. Als eine der drei Burgen von Bellinzona gehört sie seit 2000 zum Welterbe der UNESCO, zusammen mit dem Castelgrande, dem Castello di Montebello und der Murata. Sie ist gleichzeitig ein Kulturgut von nationaler Bedeutung. Die Burg liegt bei 458 m ü. M. auf einem felsigen Vorsprung rund 600 Meter östlich der Altstadt. Als einzige ist sie nicht mit den übrigen Wehranlagen verbunden.

## Geschichte
Die Burg hat verschiedene Bezeichnungen. Ab 1506 hiess sie Castello di Unterwalden (Schloss Unterwalden), abgeleitet nach ihrem Besitzer, dem eidgenössischen Stand Nidwalden. Ab 1818 war auch die Bezeichnung Castello Santa Barbara geläufig.
1422 hatte das Herzogtum Mailand die Stadt Bellinzona von den Eidgenossen erobert. Vor der Schlacht bei Giornico im Jahr 1478 versuchten die Eidgenossen vergeblich, die Stadt wieder einzunehmen. Bereits um 1400 soll sich auf dem Hügel Sasso Corbaro ein Wehrturm befunden haben. Verschiedentlich regten Mailänder Sachverständige an, die Stelle wieder zu befestigen, da sie im Verteidigungskonzept eine Lücke offen lasse. Entsprechende Bauarbeiten begannen 1479 und im selben Jahr konnte erstmals eine kleine Garnison einquartiert werden. 1482 war das Bauwerk vollendet, in Friedenszeiten nutzte man es auch als Gefängnis.
1500 unterwarf sich Bellinzona der Herrschaft der Eidgenossen, 1503 bestätigte der Friede von Arona die neuen Machtverhältnisse. Die Stände Uri, Schwyz und Nidwalden teilten 1506 die drei Burgen unter sich auf, wobei Nidwalden das Castello di Sasso Corbaro erhielt. Die Nidwaldner begnügten sich mit der Stationierung einer kleinen Garnison für den Ordnungs- und Polizeidienst, überliessen die Burg aber allmählich dem Verfall. 1803 ging sie in den Besitz des neu gegründeten Kantons Tessin über. Um 1900 gab es erste Bestrebungen, die Burg als Baudenkmal zu erhalten. Umfassende Restaurierungsarbeiten fanden 1963/64 sowie von 1998 bis 2006 statt.

## Bauwerk
Die Burg liegt auf einem Felssporn rund 600 Meter östlich der Altstadt. Der Hauptbau präsentiert sich als Quadrat mit einer Seitenlänge von rund 25 Metern, wobei an der Nordost- und an der Südwestecke viereckige Türme hervorstehen. Die Burg war so konzipiert, dass eine Rundumverteidigung möglich war. Auf allen Seiten trägt die Mauer einen Wehrgang mit Maschikulis und Schwalbenschwanzzinnen, ebenso der Turm in der Südwestecke. Der Eingang zum Innenhof weist Spuren eines Fallgatter und der Verriegelungsvorrichtung auf. An die Süd- und Westseite des Innenhofs angelehnt ist ein Wohntrakt. Reste von Zwingeranlagen und Nebenbauten finden sich südlich und westlich der Kernburg.
Im Obergeschoss des nordöstlichen Hauptturms war von 1964 bis 1998 eine Aussenstelle des kantonalen Kunst- und Volkskulturmuseums untergebracht. Dieser Bereich wird heute für temporäre Ausstellungen genutzt und beherbergt seit 1989 zudem die Sala Emma Poglia, einen kunsthistorisch wertvollen Herrschaftssaal aus dem 17. Jahrhundert mit barocker Täfelung und Specksteinofen. Der Saal stammt ursprünglich aus dem Valle di Blenio und war ab 1944 im Castelgrande ausgestellt worden.